# Station Tenjimbashisuji Rokuchome
Station Tenjimbashisuji Rokuchome (天神橋筋六丁目駅, Tenjimbashisuji Rokuchōme-eki) is een metro- en treinstation in de wijk Kita-ku in de Japanse stad Osaka. Vanwege de lange naam wordt deze veelal afgekort tot ‘Tenroku’. Het wordt aangedaan door de Hankyu Senri-lijn (trein), Tanimachi-lijn en de Sakaisuji-lijn (metro). Het station het beginstation van de Senri-lijn en de eindhalte van de Sakaisuji-lijn, alhoewel beide lijnen regelmatig op elkaars traject verder rijden. De perrons voor de Tanimachi-lijn bevinden zich ten oosten van de andere, daar deze lijn haaks aan de andere lijnen loopt.
Tot aan 1975 was het station ook de eindhalte van de Kita-Osaka-lijn.

## Lijnen

### Hankyu Senri-lijnen deSakaisuji-lijn(stationsnummer K11)
| 1 | ■Sakaisuji-lijn | richting Nippombashi, Dobutsuen-mae en Tengachaya               |
| 2 | ■Senri-lijn     | richting Awaji, Kita-Senri en doorgaande treinen richting Kioto |

### Tanimachi-lijn(stationsnummer T18)
| 1 | ■Tanimachi-lijn | richting Higashi-Umeda, Tennōji, Fuminosato en Yao-Minami |
| 2 | ■Tanimachi-lijn | richting Miyakojima en Dainichi                           |

## Geschiedenis
Het huidige station is in 1976 ontstaan na het samenvoegen van drie stations, te weten de stations Tenjimbashi, Tenjimbashisuji Rokuchome en het ondergrondse metrostation, welke in respectievelijk 1925, 1914 en 1969 voltooid werden.

## Overig openbaar vervoer
Bussen 37 en 83

## Stationsomgeving
- Hankyu Rokuten-gebouw (met daarin de Hankyu familiy Store)
- Tenjimbashisuji winkelpromenade (de langste overdekte winkelstraat van Japan)
- Bibliotheek van Kita-ku
- GEO (winkelketen voor CD's,videospellen, DVD's, etc)
- McDonald's
- Life Sports KTV (sport- en fitnessclub)
- Yukioka-ziekenhuis
- Nissay-gebouw

Dainichi · Moriguchi · Taishibashi-Imaichi · Sembayashi-Omiya · Sekime-Takadono · Noe-Uchindai · Miyakojima · Tenjimbashisuji Rokuchōme · Nakazakicho · Higashi-Umeda · Minami-Morimachi · Temmabashi · Tanimachi Yonchōme · Tanimachi Rokuchōme · Tanimachi Kyūchōme · Shitennōji-mae Yūhigaoka · Tennōji · Abeno · Fuminosato · Tanabe · Komagawa-Nakano · Hirano · Kire-Uriwari · Deto · Nagahara · Yao-Minami
Tenjimbashisuji Rokuchōme · Ōgimachi · Minami-Morimachi · Kitahama · Sakaisuji-Hommachi · Nagahoribashi ·  Nippombashi · Ebisuchō · Dōbutsuen-mae · Tengachaya